# Iguanodon
Genre
Iguanodon est un genre de dinosaures de l'ordre des ornithischiens, c'est-à-dire des dinosaures caractérisés par un bassin semblable à celui d'un oiseau, du sous-ordre des ornithopodes.
Les iguanodons ont vécu au Barrémien, entre -126 et -122 Ma. Leurs restes ont été retrouvés un peu partout dans le monde (Europe, Asie, Afrique, Amérique). Le premier spécimen fut décrit par Gideon Mantell, à partir d'un tibia, quelques os et des dents. On en connaissait 81 fossiles en 2008.
L'iguanodon est assez connu de la culture populaire car c'est le deuxième dinosaure à avoir été décrit après le Megalosaurus.

## Étymologie
Ce nom vient du grec ancien odontos (qui signifie dent) et d'iguane (animal actuel dont le nom est d'origine arawak). Gideon Mantell lui donna ce nom à la suite de la découverte de quelques dents jugales à Wealden Rocks (Angleterre) : il s'aperçut qu'elles ressemblaient à celles d'iguanes actuels.
Par la suite, c'est Louis Dollo du Muséum des sciences naturelles de Belgique qui, dès les années 1880, décrivit complètement ce dinosaure[réf. nécessaire], avec l'aide du paléontologue Pierre-Joseph van Beneden[réf. nécessaire], en reconstituant tout un troupeau d'iguanodons dont les squelettes avaient été découverts dans des galeries menant à la mine de charbon de Bernissart (Belgique), à 80 km au sud-ouest de Bruxelles. Ces iguanodons sont actuellement exposés, avec d'autres fossiles originaires du même site, dans les collections de l'Institut royal des sciences naturelles de Belgique à Bruxelles.

## Description

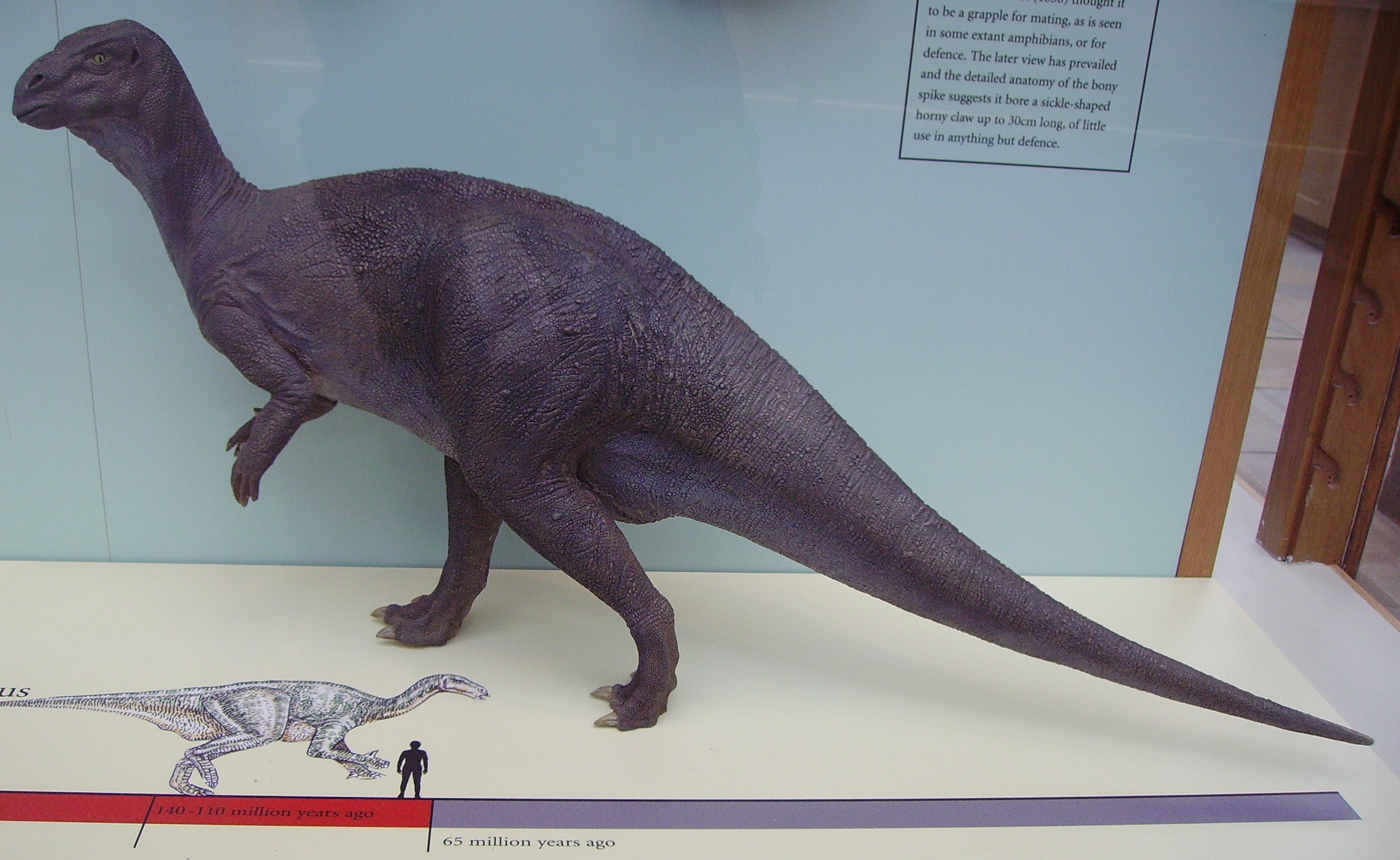
Iguanodon.

L'iguanodon était très répandu au Crétacé inférieur. Mesurant 5 m de haut, entre 6 et 10 m de long et pesant plus de 4 tonnes, ce dinosaure était à la fois bipède et quadrupède. Il avait un corps massif.
On a retrouvé des empreintes fossilisées avec la trace des quatre pattes. Cependant, la plupart ne révèlent que les empreintes des membres postérieurs, et on suppose que les iguanodons juvéniles avaient les bras trop courts pour s’en servir lors de leurs déplacements. L'iguanodon est caractérisé par un pouce très pointu qui pouvait servir à poignarder les carnivores le menaçant. Il était équipé d'un bec corné qui servait à arracher la végétation avec l'aide d'une langue préhensile, et ses dents aplaties lui permettaient de mâcher sa nourriture.

## Systématique et taxonomie

### Systématique

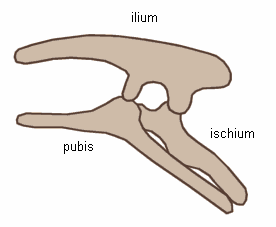
Bassin d'ornitischien.

L'iguanodon appartient à la famille des iguanodontidés.
Il s'agit en fait de la famille intermédiaire entre les hypsilophodontidés (de petits dinosaures agiles et rapides que l'on pourrait surnommer « les gazelles du Jurassique ») et les hadrosauridés (les célèbres « dinosaures à bec de canard », des dinosaures du même gabarit qu'iguanodon mais possédant quelques évolutions, comme le « bec de canard » ou la crête nasale dont celle du Parasaurolophus).

### Liste d'espèces

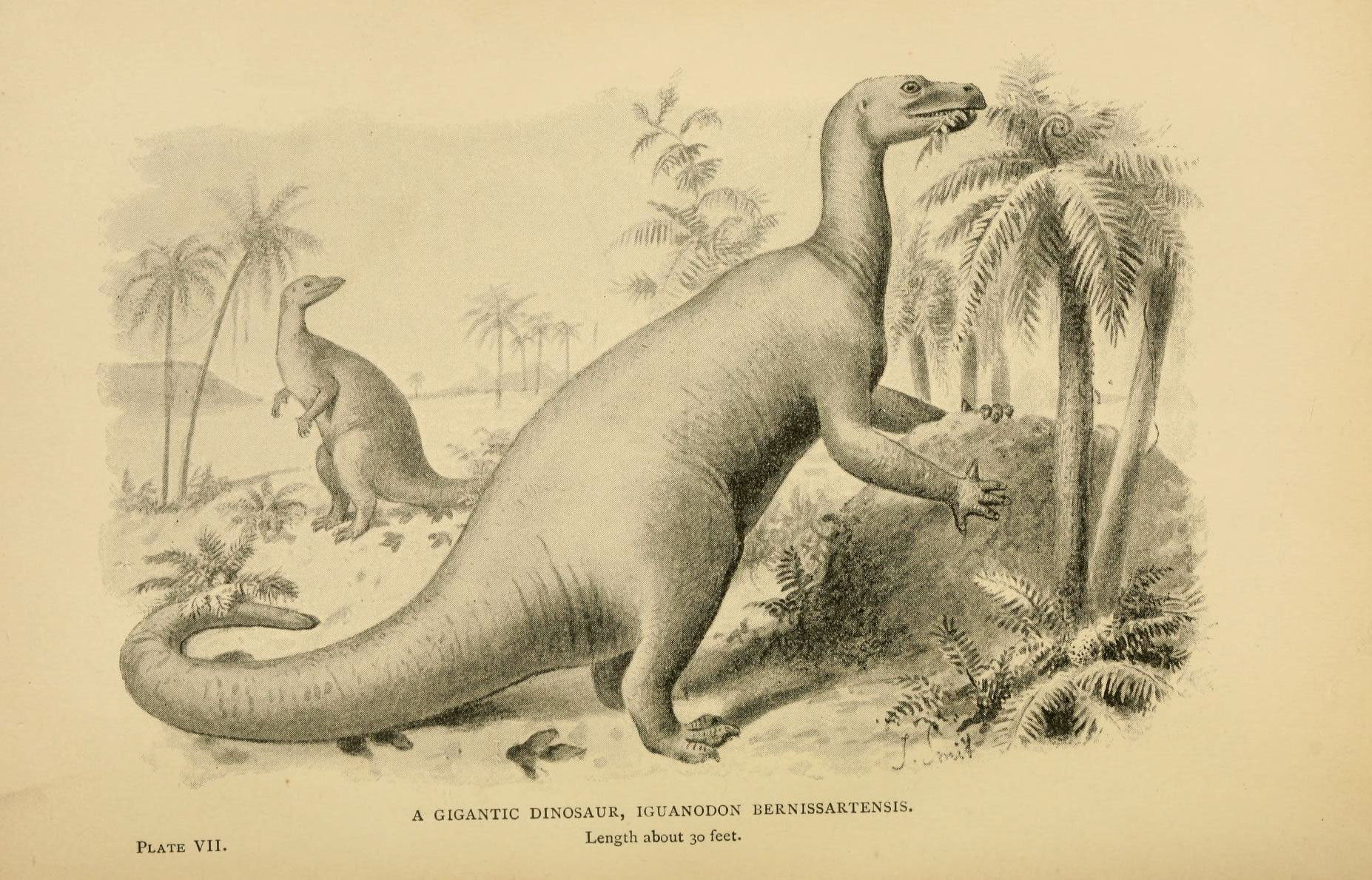
Iguanodon bernissartensis, reconstitution d'artiste, 1896.

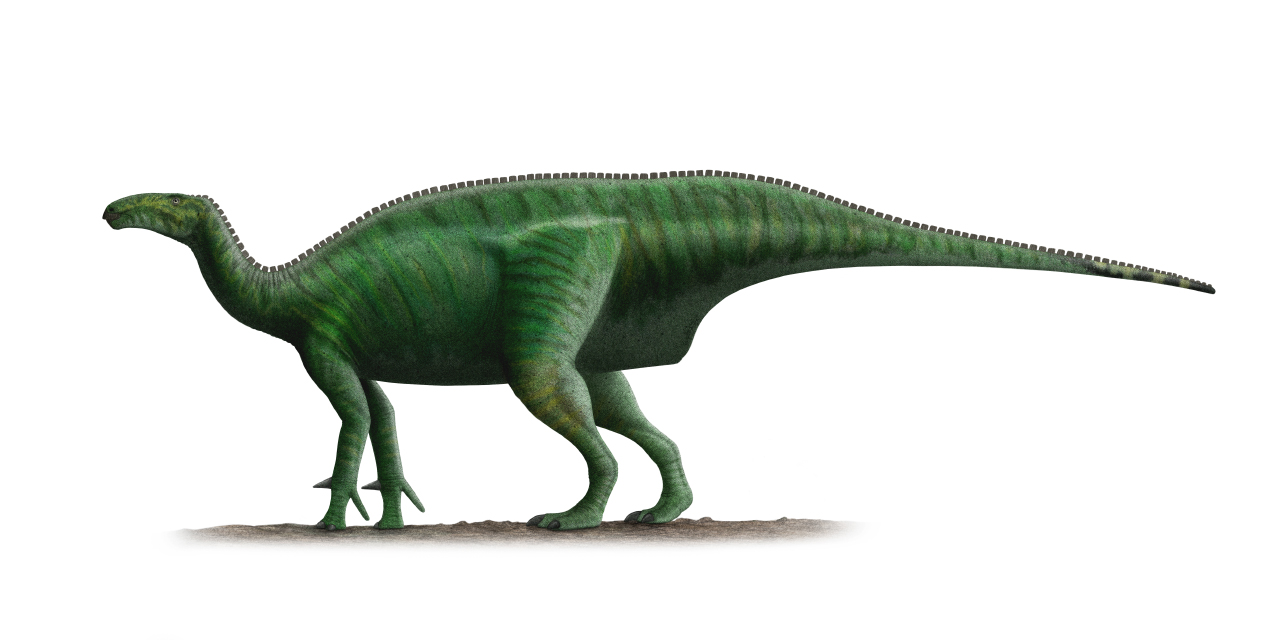
Dollodon bampingi, anciennement Iguanodon mantelli.

Les principales espèces d'iguanodons reconnues sont :
- Iguanodon bernissartensis (qui signifie « iguanodon de Bernissart », en référence au village belge où ont été découverts les premiers spécimens) ;
- I. anglicus (qui signifie « iguanodon anglais », car on a découvert le premier spécimen en Angleterre) ;
- I. dawsoni (aussi appelé I. seelyi, I. orientalis) ;
- I. fittoni (aussi appelé I. hollingtoniensis) ;
- I. major (qui signifie iguanodon majeur) ;
- I. lakotaensis (qui signifie iguanodon Lakota)[2].
- I. galvensis ( qui signifie « iguanodon de Galve, province en Espagne )

I. mantelli fut pendant longtemps le nom d'un iguanodontidé de petite taille découvert avec les iguanodons de Bernissart par Louis Dollo. On se demanda même s'il ne s'agissait pas simplement d'un Iguanodon bernissartensis femelle ou juvénile. Depuis 2008, il est considéré comme appartenant à un genre proche : Dollodon comprenant une seule espèce Dollodon bampingi ; ce genre est actuellement renommé Mantellisaurus (avec une seule espèce : Mantellisaurus atherfieldensis).

## Découverte
Le premier ossement (un tibia) d'iguanodon fut découvert en 1809. Quelques dents et autres os furent découverts par la suite en 1819. À cette époque, les scientifiques pensaient que ces dents appartenaient à un mammifère d'une taille gigantesque.
En 1822, la paléontologue Mary Ann Mantell trouva dans le Sussex des dents énormes, qu'elle présenta à son époux, le médecin et géologue amateur Gideon Mantell, qui pensa immédiatement qu'elles devaient appartenir à un énorme lézard. Gideon Mantell remarqua que ces dents ressemblaient à celles des iguanes d'Amérique du Sud. Le géologue appela alors l’animal « iguanodon » (dent d'iguane) et le présenta aux autres scientifiques en 1825. Mary Ann Mantell réalisa 364 dessins de dents d'Iguanodon, utilisés dans les publications de son époux. Ce fut le deuxième dinosaure découvert, après le Megalosaurus décrit en 1824 par William Buckland (même si à l'époque le terme « dinosaure » n'existait pas).
Les principaux spécimens ont été retrouvés en Europe (Angleterre, Belgique, Espagne, Allemagne, France) et aux États-Unis (Utah, Dakota du Sud). Quelques restes ont été découverts en Tunisie, au Maroc (Immouzer Marmoucha), en Mongolie, en Thaïlande, mais les squelettes les plus nombreux (une trentaine) et les plus complets ont été découverts en 1878 dans une mine de charbon, à Bernissart en Belgique. Neuf d'entre eux sont exposés dans une salle spécialisée du Muséum des sciences naturelles de Belgique à Bruxelles, et un autre au Musée de Bernissart. Les deux musées reconnaissent d'ailleurs avec humour les avoir mal positionnés (en effet, ils sont exposés « debout » sur leurs membres postérieurs), suggérant un déplacement uniquement bipède, alors que la morphologie de l'animal lui permettait d'être aussi quadrupède,. Il faut cependant remarquer que les empreintes pétrifiées de pattes arrière d'iguanodon découvertes au Maroc, à Immouzer Marmoucha, s'allongent sur une certaine distance sans qu'apparaissent d'empreintes de pattes avant, ce qui est le fait d'une marche bipède.

### Première reconstitution

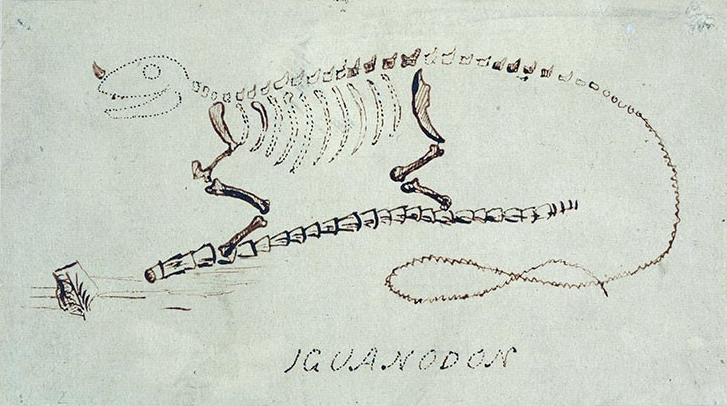
Reconstitution de l'iguanodon par G. Mantell.

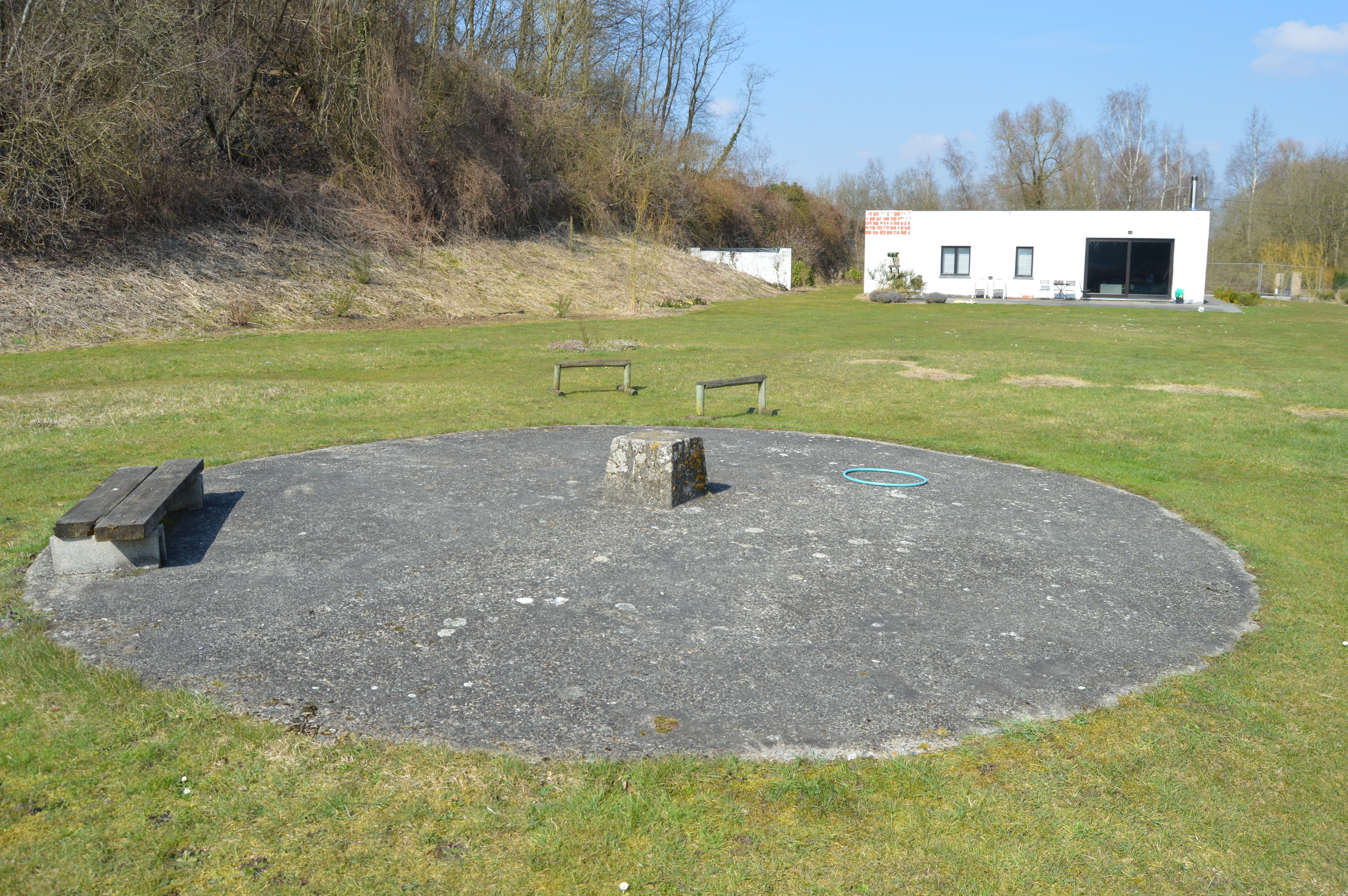
Le Puits Sainte-Barbe à Bernissart en 2013.

Mantell tenta une première reconstitution mais, avec si peu d'informations, il ne s'agissait que d'idées fausses car il s'inspira à la fois de la morphologie de l'iguane actuel et du rhinocéros, ce qui explique pourquoi il plaça sur le museau une petite « corne », qui se révéla être en fait le pouce de l'animal (voir image plus bas, Paléobiologie, mains). Ce n'est qu'à partir de 1878 que l'anatomie du dinosaure devint claire. En effet, c'est cette année-là que furent découverts à Bernissart en Belgique beaucoup de squelettes (complets pour la plupart) d'iguanodon, dont 29 furent remontés à la surface.

### Découverte spectaculaire dans une mine belge

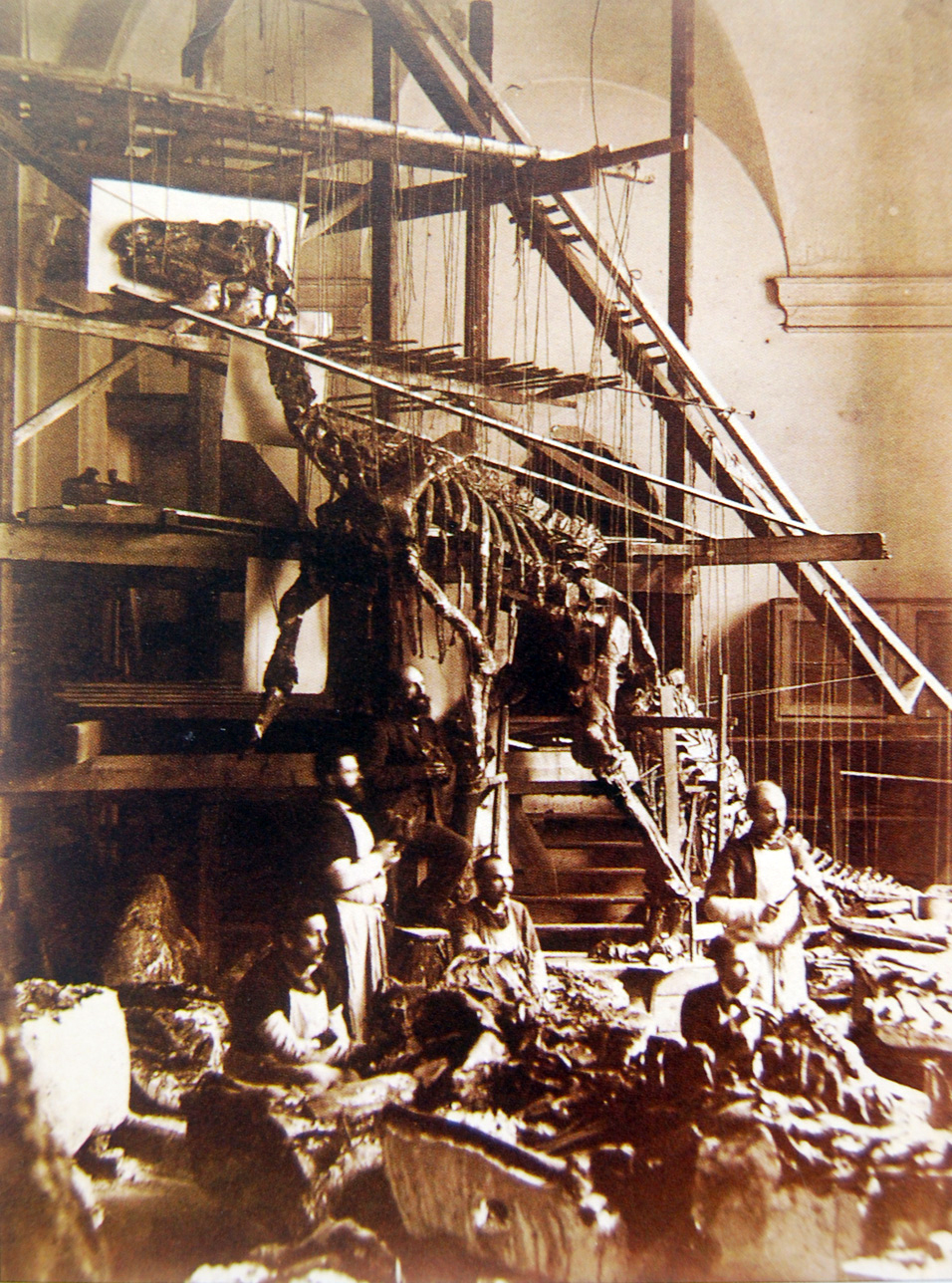
Reconstitution des ossements d'un Iguanodon bernissartensis par Louis Dollo.

Dans le village belge de Bernissart survient un événement déterminant dans l'histoire de la paléontologie. Cette modeste localité rurale connaît un essor industriel. Dès 1735 la Société des charbonnages de Bernissart creuse une quinzaine de fosses pour y extraire du charbon. En 1870, quatre nouveaux puits sont creusés autour du village. En février 1878, au même moment que les premières grandes découvertes de dinosaures en Amérique du Nord, dans la fosse Sainte-Barbe, les mineurs firent une découverte insolite : un amas jaunâtre encastré dans la paroi. Les mineurs pensèrent que c'était de l'or, mais ils se rendirent vite compte que ce n'était que de la pyrite, que l'on surnomme en anglais fool's gold, l'or du fou. Cependant, de curieuses choses étaient enchâssées dans la pyrite, des choses qu'ils ne purent identifier.
Le 2 avril, M. Fagès, directeur de la mine, fit partager sa découverte au docteur L'Hoir en lui demandant d'identifier cette curieuse trouvaille. Le scientifique découvrit la présence d'ossements en brûlant un morceau de la mystérieuse matière. Le directeur informa alors le géologue L.F. Cornet, ingénieur de mine réputé. Pendant ce temps, les mineurs avaient découvert des ossements en grande quantité dont une partie de crâne. Le 8 avril, devant les ossements qui le laissaient perplexe, L.F. Cornet suggéra de faire appel au paléontologue Pierre-Joseph van Beneden. Grâce aux dents trouvées parmi les ossements, Van Beneden identifia ces animaux comme étant des iguanodons. En trois années de fouilles supervisées par Louis Dollo, 31 iguanodons (dont un depuis considéré comme dollodon) furent découverts (dont deux restèrent au fond) mais aussi des plantes diverses, des poissons, des insectes, des reptiles non dinosauriens (crocodiles, tortues), une salamandre...
La mine fut fermée deux ans pour l'excavation des restes fossilisés ; c'est une des rares collaborations heureuses entre paléontologues et industriels.
De ces fossiles, neuf squelettes complets reconstitués par Louis Dollo sont exposés au Musée des Sciences naturelles à Bruxelles et un au Musée de l'iguanodon à Bernissart. Les dix-neuf autres qui furent remontés sont entreposés dans les caves du Muséum des sciences naturelles de Belgique.

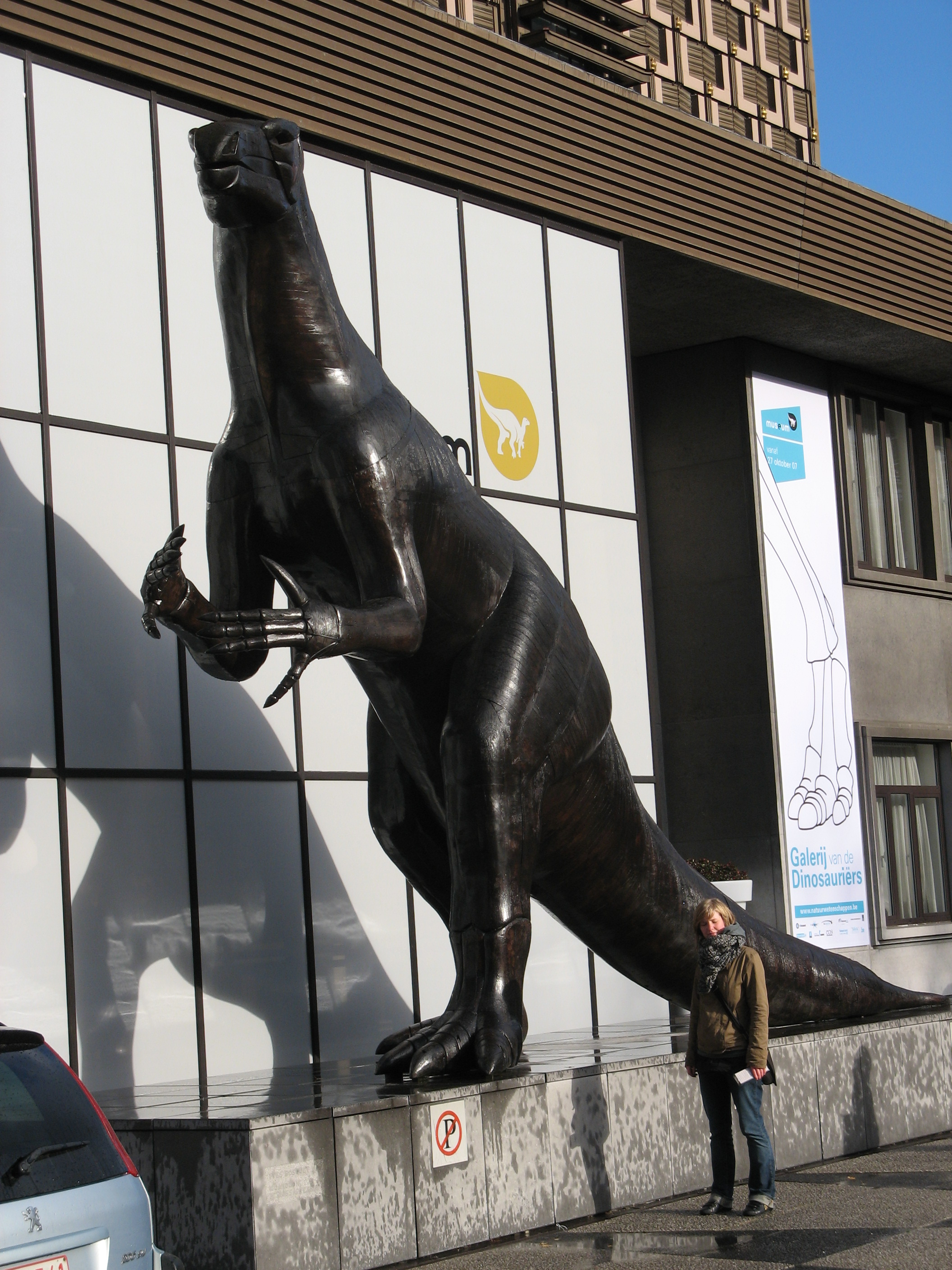
Modèle en bois.
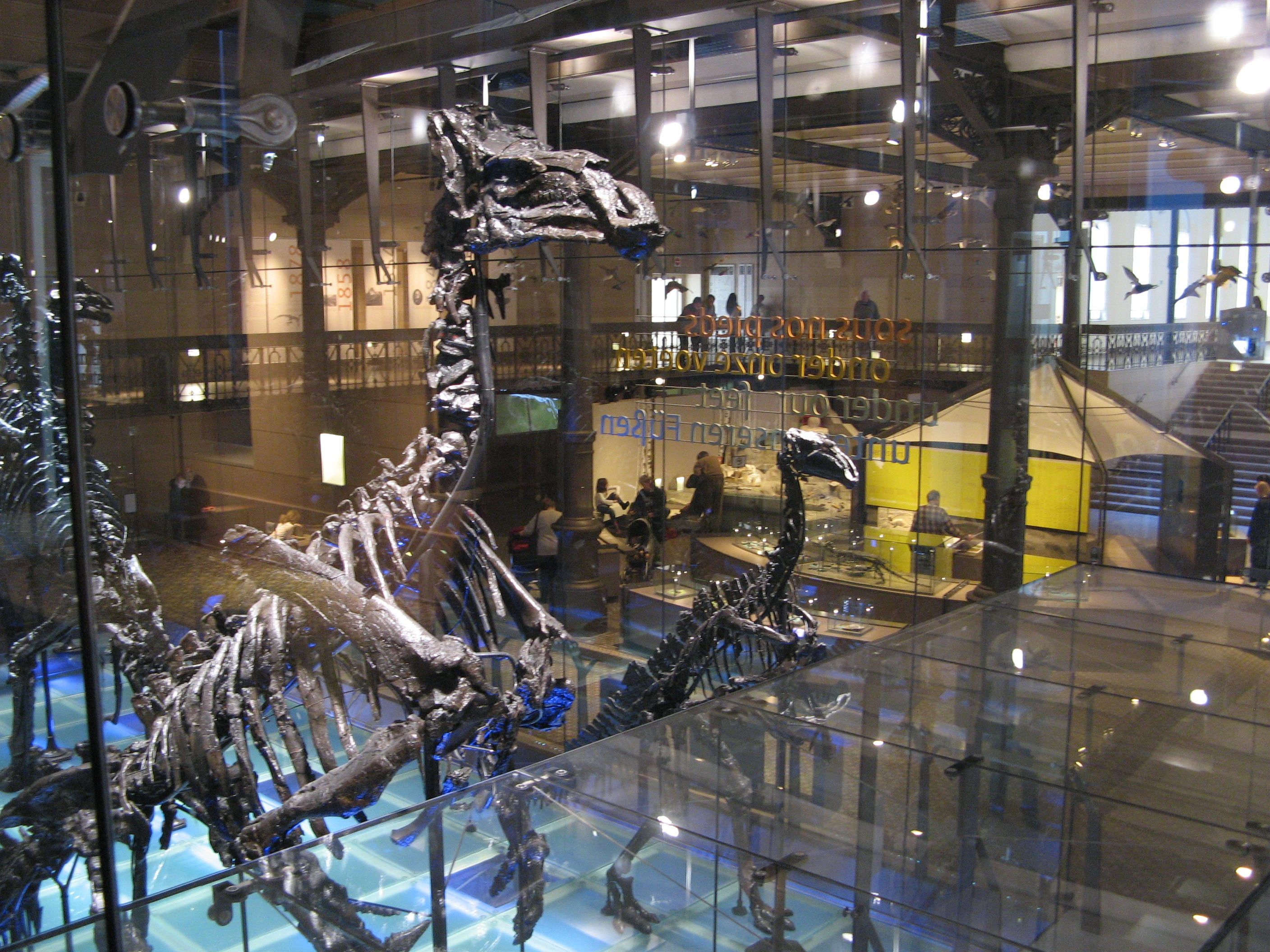
I. bernissartensis et Dollodon bampingi.
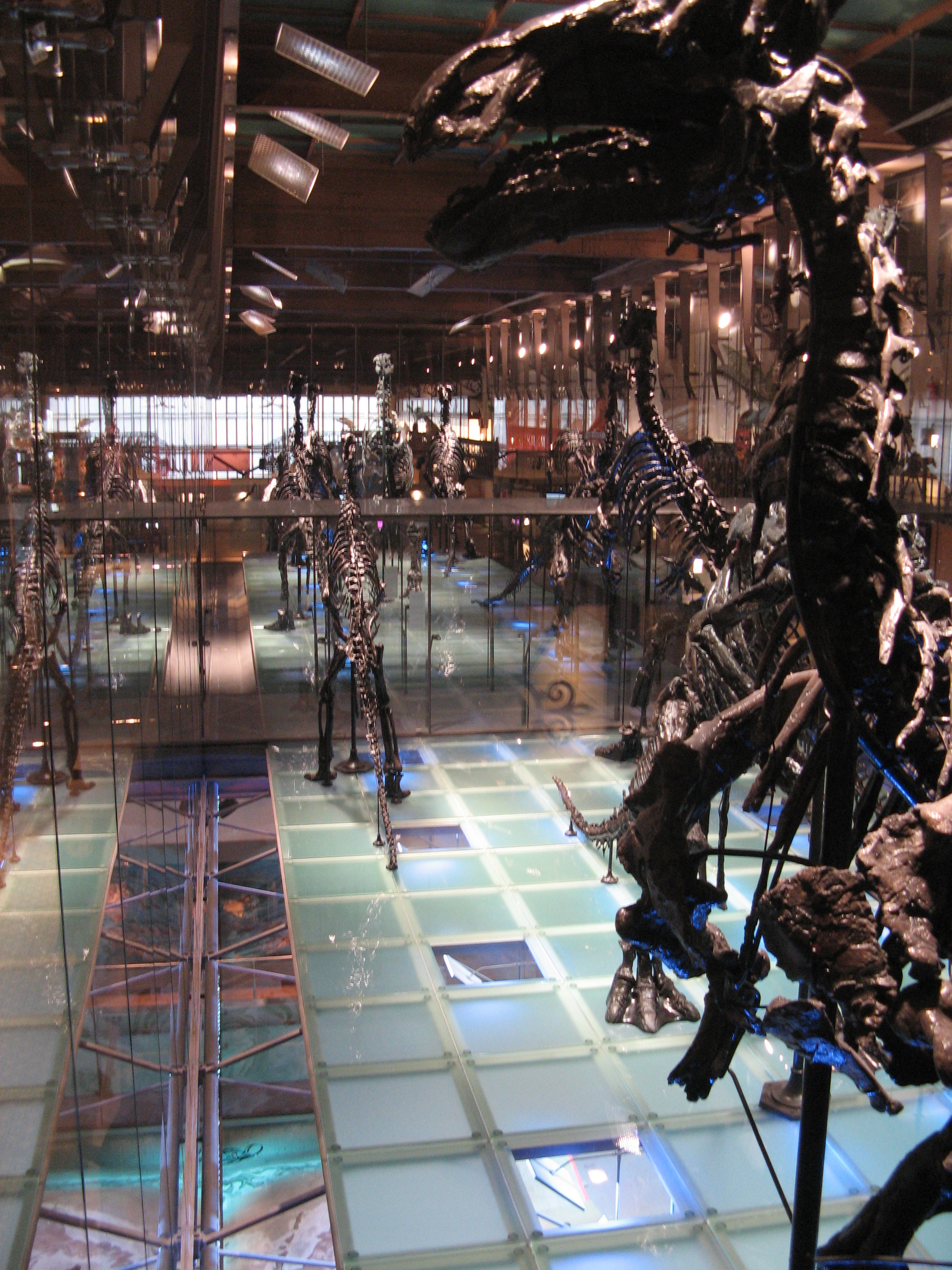
au Musée des Sciences naturelles.

(Voir aussi les études des mines de Bernissart.)

### Découverte d'empreintes au Maroc
Dans la région d'Immouzer Marmoucha (Maroc), des empreintes fossiles découvertes par un habitant sont étudiées par le géologue français Henri Termier qui publie son compte-rendu en 1936. Les traces s'étalent sur au moins 3 hectares. Le lieu de la découverte a été surnommé « la vallée des dinosaures ».

### Découverte d'une dent en France
Une dent isolée d'iguanodon a été découverte en 2012 sur le site paléontologique d'Angeac-Charente dans une couche de lignite qui était, il y a 133 à 126 millions d'années, une forêt marécageuse,.
L'environnement était idéal : un littoral sous un climat chaud et humide arborant une végétation de fougères arborescentes et d'Araucarias. La présence de nombreux résineux est attestée par l'abondance d'ambre retrouvé dans cette région et qui contient de nombreux insectes. Ce gisement est donc tout à fait exceptionnel, car l'ambre de la période des dinosaures est très rare.

## Paléobiologie

### Posture

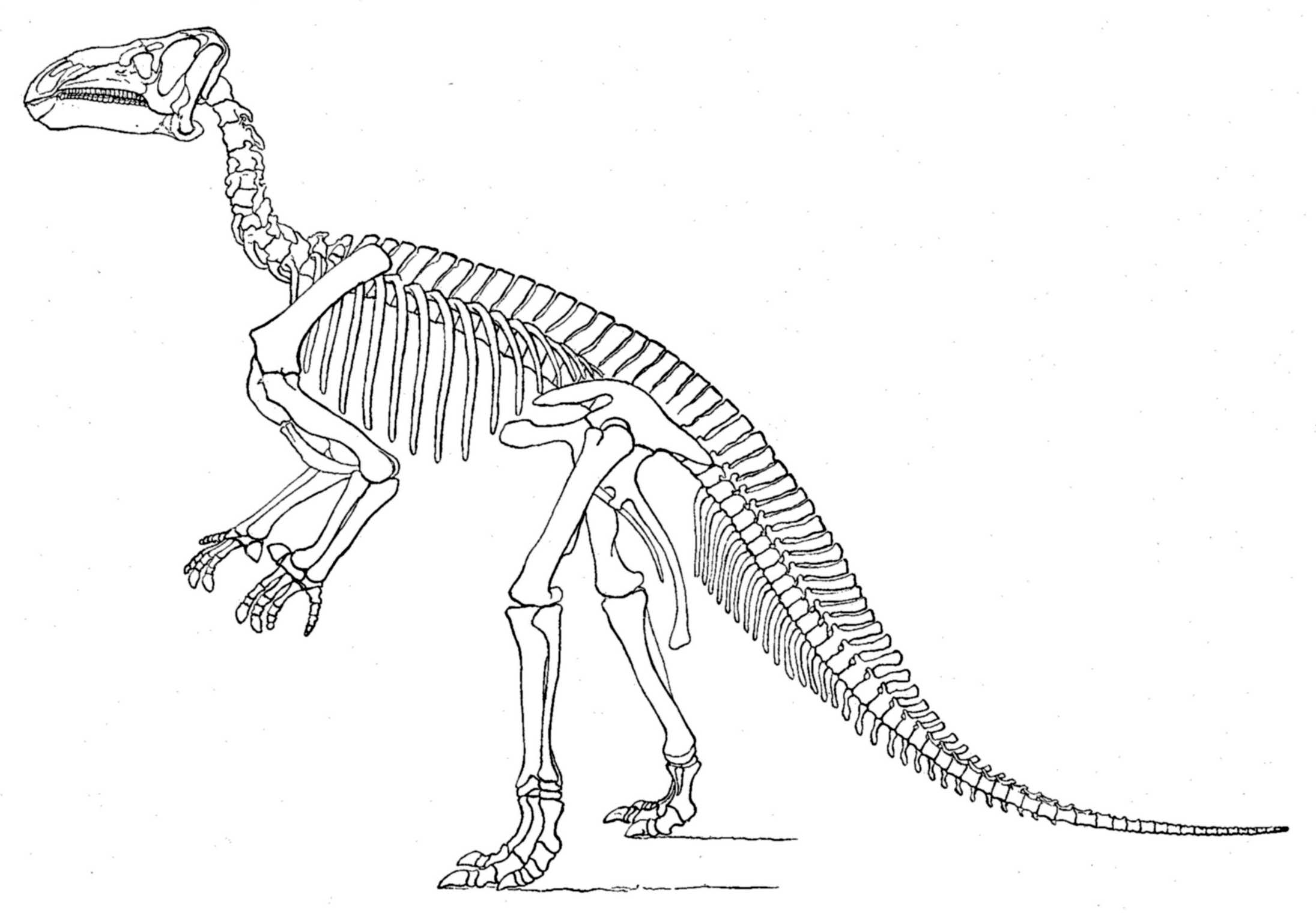
Squelette dIguanodon.

La position de ces reptiles a été très discutée. On les a d'abord considérés comme des quadrupèdes (car on se fondait sur l'idée qu'ils étaient similaires aux reptiles actuels, tel les iguanes). Mais lorsque des spécimens complets furent découverts, les scientifiques ont pu observer une grande disparité entre les membres antérieurs et postérieurs de l'animal et qu'il possédait une lourde queue. On a alors comparé ses caractéristiques à l'anatomie du kangourou. On a alors imaginé que l'iguanodon utilisait sa grosse queue musclée pour s'appuyer lorsqu'il tentait d'atteindre la végétation haute.
En 2000, on a découvert que les vertèbres caudales étaient reliées et rigidifiées par des ligaments ossifiés. Il semble alors que la queue de l'iguanodon lui servait de balancier pour s'équilibrer et faire office de contrepoids à la lourde masse de son corps et qu'il pouvait se déplacer normalement sur quatre pattes mais qu'il se servait aussi de la bipédie pour courir, bien que cela soit vraisemblablement resté assez rare.

### Mains

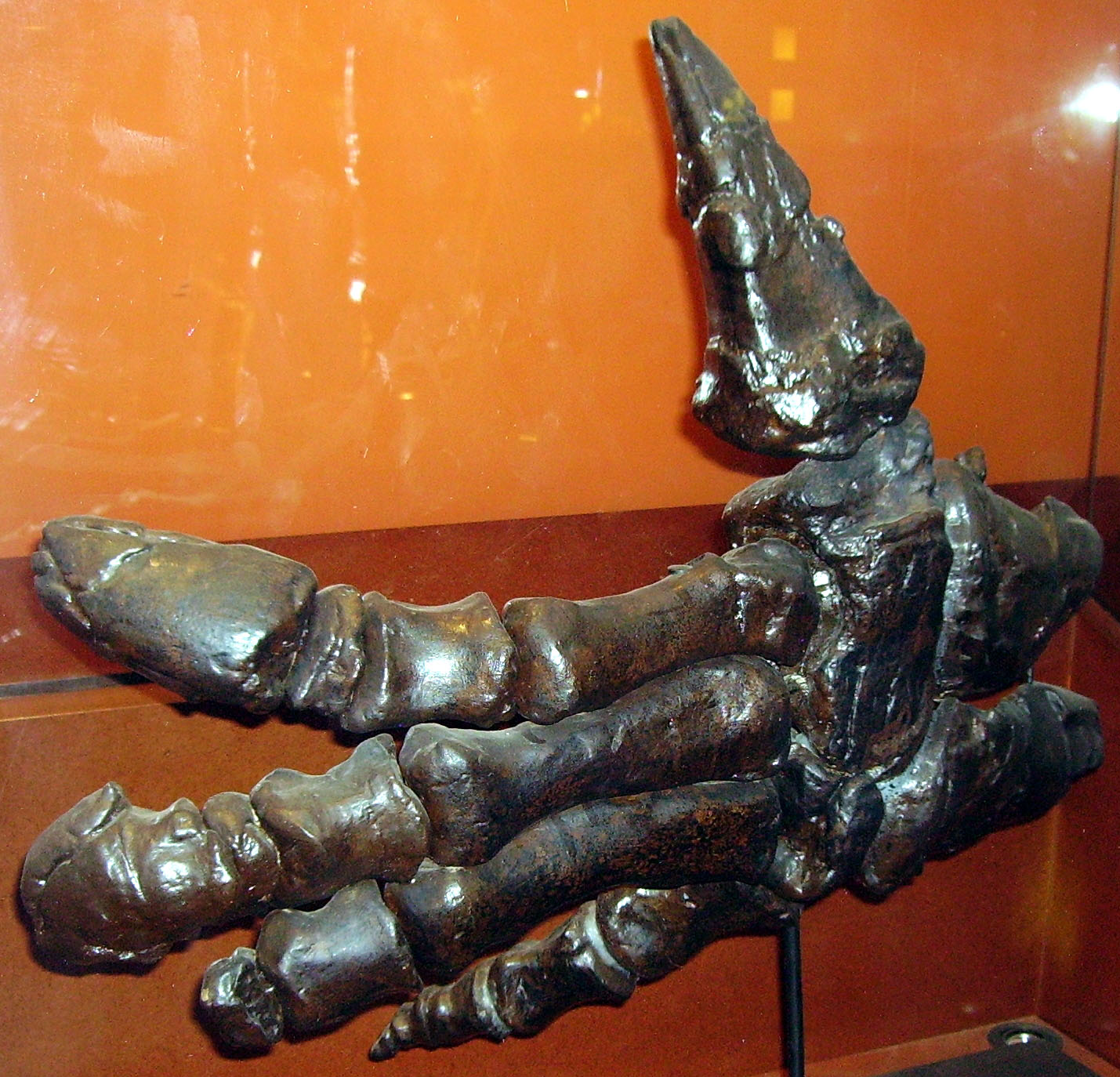
Main dIguanodon.

Les mains de l’iguanodon, très particulières, possédaient cinq doigts spécialisés :
- un pouce en éperon, qui jouait probablement un rôle de défense très efficace contre les prédateurs. En se redressant, l’iguanodon était capable d’attaquer la gorge et le ventre de ses agresseurs ;
- trois griffes assez larges, faisant office de sabots lorsqu’il marchait à quatre pattes ;
- un « petit » doigt articulé, capable de se replier sur la paume avec une rotation du poignet, servant à la préhension de ses aliments[11].

### Alimentation
L'iguanodon était herbivore. Il devait vivre principalement dans les savanes du Mésozoïque, il se nourrissait probablement de fougères, de conifères, de cycas et de ginkgos qu'il mastiquait longuement. Pour faciliter sa digestion, il devait avaler des cailloux nommés gastrolithes qui broyaient la nourriture à l'intérieur de son estomac.

## Paléoécologie

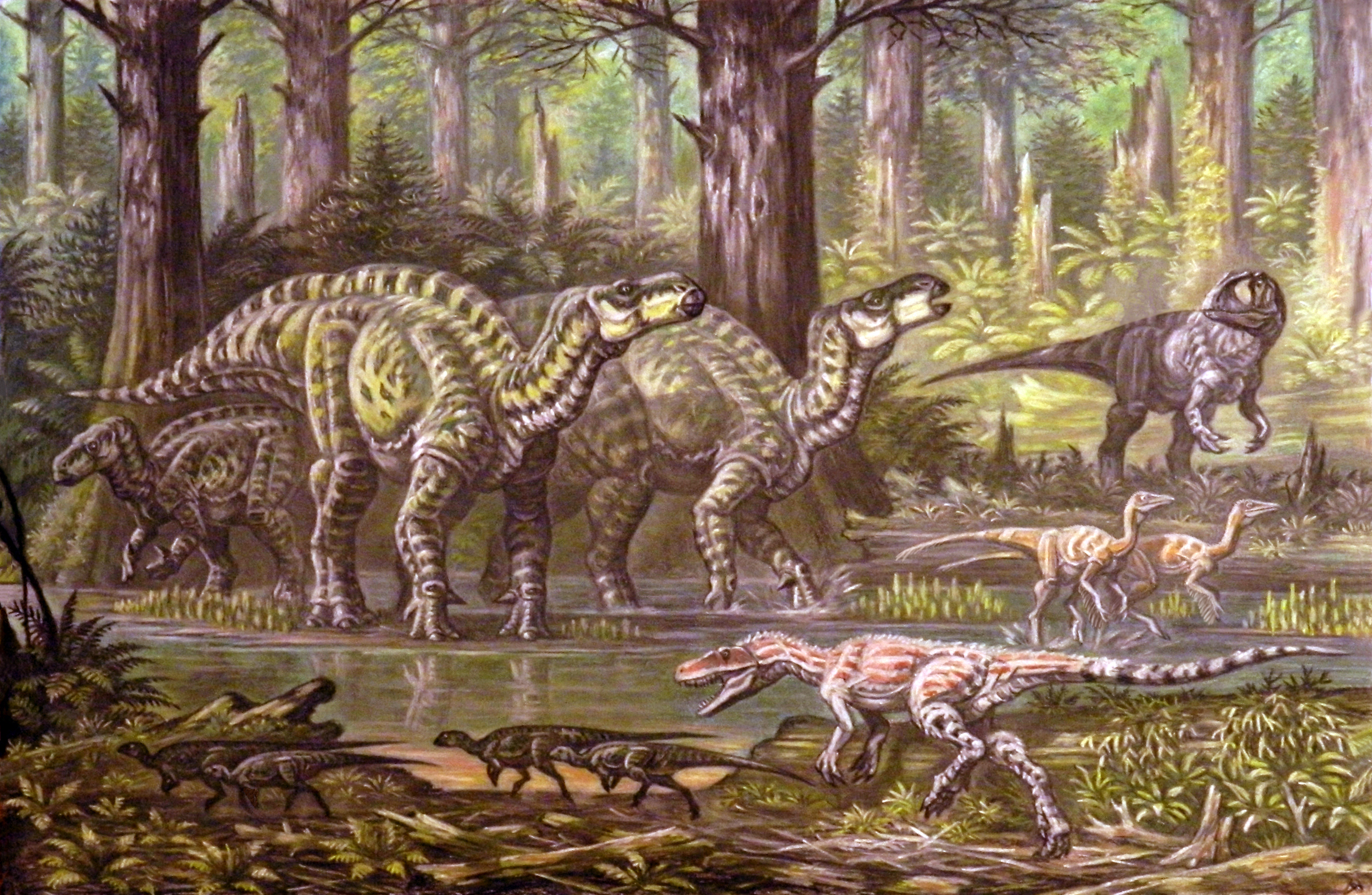
Représentation de dinosaures vivants dans l'environnement de Wealden Rocks

### En Europe
L'environnement de Wealden Rocks est idéal pour les dinosaures qui vivaient dans cette région du Sud de l'actuelle Angleterre. En effet il y avait des forêts, des plaines et des étangs, tous ces lieux étant idéaux pour des dinosaures. Ici prospéraient des Iguanodons anglicus mais les carnivores rôdaient : les ornithopodes étaient traqués par des  Neovenator  mais aussi par des Baryonyx pêcheurs (cependant parfois chasseurs). Mais les paisibles herbivores n'ont pas que des ennemis ; ils pouvaient parfois être accompagnés par des ankylosauridés comme Hylaeosaurus ou Polacanthus.

### En Amérique
Les iguanodons américains bénéficiaient d'une diversité plus développée qu'en Europe. Ils partagent leur environnement avec des nodosauridés (Sauropelta, Silvisaurus) ou encore les derniers représentants de la sous-famille des hypsilophodontidés (Tenontosaurus, Dryosaurus...). Mais il y avait aussi de redoutables carnivores, notamment le terrible Acrocanthosaurus, énorme allosauridé, ou encore les redoutables Dromaeosauridés Deinonychus et Utahraptor (lointains parents du célèbre Velociraptor, qui lui, a vécu en Mongolie à la fin du Crétacé).

## L'invention du terme «Dinosaure»

### Owen et les lézards «terriblement grands»
Grâce à trois spécimens d'espèces de dinosaures (des genres Megalosaurus, Hylaeosaurus et Iguanodon), Sir Richard Owen, éminent pionnier de la paléontologie, a pu déterminer que d'énormes lézards avaient vécu  par le passé et avaient dominé le monde bien avant l'homme. Il les nomma dès lors "Dinosauria", qui signifie « lézards terriblement grands », car telle était la vision des scientifiques de l'époque.

### Festivités et attractions dinosauriennes au Crystal Palace

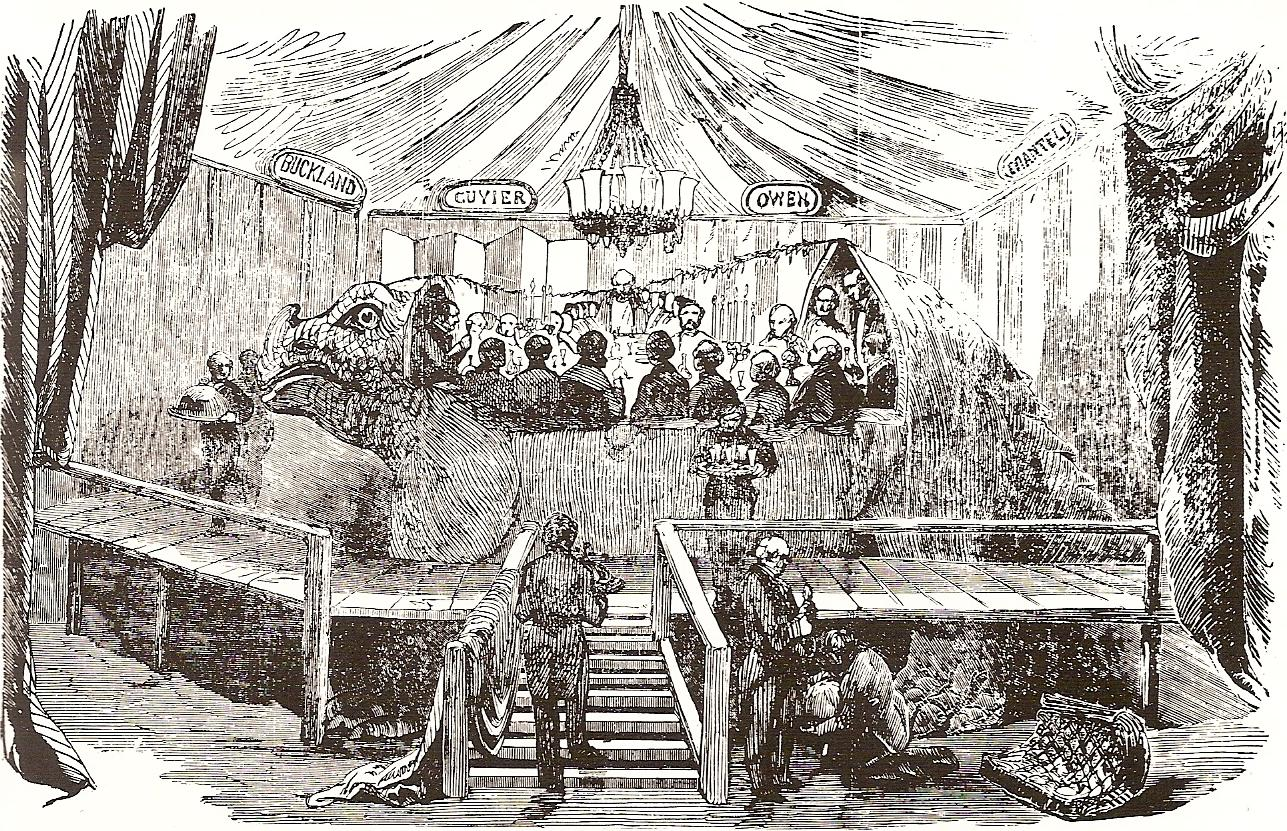
Diner dans l'iguanodon au Crystal Palace.

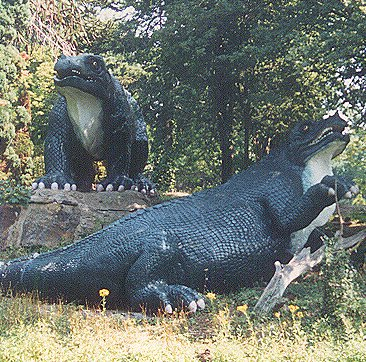
Statues d'iguanodons au Crystal Palace.

Pour célébrer l'invention du terme « dinosaure », des reproductions de Megalosaurus, d'iguanodons et de reptiles marins préhistoriques de taille réelle dessinées par Richard Owen, conçues et réalisées en ciment par Benjamin Waterhouse Hawkins, furent installées au Crystal Palace. Elles existent toujours actuellement, et il est toujours possible de les voir, bien que l'on sache à présent que ces iguanodons sont anatomiquement inexacts. Un dîner pour vingt-deux convives a pu être dressé dans l'une des statues d'iguanodon, dont le dos n'était pas monté, pour la veille du nouvel an 1854, .

## L'iguanodon dans la culture populaire
De par sa popularité, due à ses origines, Iguanodon est l'un des dinosaures les plus connus du public, et apparaît dans de nombreux médias, aux côtés d'autres dinosaures lui ressemblant, comme l'edmontosaure ou Parasaurolophus.

### Films et TV
- Les personnages principaux du film Dinosaure de Disney sont des iguanodons[16].
- Des iguanodons apparaissent dans le film, L'Age de Glace 3 : Le temps des dinosaures, lorsque les protagonistes ont réussi à fuir l'ankylosaure et se retrouvent cernés par des herbivores. Il apparaît aussi dans le jeu adapté du film sur Wii.
- Dans la saga et la série de l'univers Le Petit Dinosaure, des iguanodons apparaissent en tant que personnages secondaires.
- Il apparaît dans l'épisode 35 "Dressé pour mordre" de la saison 1 de série d'animation japonaise « Dinosaur King » où il a été retrouvé par hasard par le Gang Alpha. Il apparaît aussi dans les jeux vidéo d’où la série est tirée.
- Deux troupeaux d'iguanodons d'espèces différentes, l'une américaine (de couleur brune avec des rayures blanches sur le dos) et l'autre européenne (de couleur verte avec des rayures de couleur jaune et noire, plus fines que celle de l'espèce américaine), apparaissent dans le 4e épisode (les maîtres du ciel) de Sur la terre des dinosaures[17]. Ils sont en compagnie de deux Polacanthus, une espèce de dinosaure à cuirasse, avec lequel ils se mélangent.
- Dans le deuxième épisode de Sur la trace des dinosaures ou "Safari préhistorique" avec Nigel Marven, on peut apercevoir des iguanodons à plusieurs reprises seuls ou en groupe dans les plaines sud-américaines (leur apparence est la même que leurs congénères nord-américains et européens, mais leurs couleurs se rapprochent plus du marron clair).
- Dans la série Le Dino Train, des iguanodons sont rencontrés par les protagonistes.

### Jeux vidéo
- Dans le jeu Ark: Survival Evolved, l'iguanodon fait partie du bestiaire du jeu avec la possibilité de l’apprivoiser.
- L'iguanodon apparaît dans l'application Android Jurassic Park Builder.
- Il apparaît aussi dans l'application mobile Jurassic World Alive.
- Dans la franchise Carnivore Dinosaur Hunter, l'iguanodon est l'un des gibiers chassables, il est classiquement clair avec des taches rouges sur le dos. Bien qu'il soit un herbivore, il attaque le joueur s'il le blesse.
- L'iguanodon est présent dans le jeu Primal Prey.
- Il apparaît également dans le DLC Cretaceous Dinosaurs Pck du jeu Jurassic World Evolution, où il est le seul herbivore de la même catégorie que Parasaurolophus ou Maiasaura à pouvoir se défendre contre les carnivores de taille petite ou moyenne.

### Littérature
- Le tome 181 de la série Bob Morane d'Henri Vernes s'intitule L’œil de l'iguanodon.
- Dans le roman Le Monde perdu d'Arthur Conan Doyle, l'iguanodon est l'une des créatures vivant sur le plateau qu'explorent les protagonistes, et ces derniers découvrent un cadavre de cette espèce tué par le mystérieux prédateur.